# 1863 w literaturze
Wydarzenia literackie w 1863 roku.

## Nowe utwory
- polskojęzyczne
  - Władysława Izdebska – Wieczory z babunią[1]
  - Cyprian Kamil Norwid – Poezje[1]

- obcojęzyczne
  - Théophile Gautier – Kapitan Fracasse (fr. Le Capitaine Fracasse)
  - Ernest Renan – Życie Jezusa (fr. Vie de Jésus)
  - Jules Verne – Pięć tygodni w balonie (fr. Cinq semaines en ballon)

## Urodzili się
- 8 stycznia – Paul Scheerbart, niemiecki pisarz i rysownik (zm. 1915)
- 9 lutego – Anthony Hope, angielski pisarz (zm. 1933)
- 1 marca – Fiodor Sołogub, rosyjski pisarz (zm. 1927)
- 3 marca – Arthur Machen, walijski pisarz i eseista (zm. 1947)
- 9 marca – Emelie Tracy Y. Swett, amerykańska poetka (zm. 1892)
- 12 marca – Gabriele D’Annunzio, włoski poeta, dramaturg i prozaik (zm. 1938)
- 9 kwietnia – Henry De Vere Stacpoole, irlandzki pisarz (zm. 1951)
- 29 kwietnia – Konstandinos Kawafis, grecki poeta (zm. 1933)
- 14 maja – Vilém Mrštík, czeski pisarz i krytyk literacki (zm. 1912)
- 10 czerwca – Louis Couperus, holenderski prozaik (zm. 1923)
- 15 czerwca – Elise Rosalie Aun, estońska poetka, pisarka i tłumaczka (zm. 1932)
- 19 lipca – Hermann Bahr, austriacki krytyk literacki i pisarz (zm. 1934)
- 25 lipca – Adolphe Retté, francuski poeta i pisarz (zm. 1930)
- 1 sierpnia – Stuart Merrill, amerykański poeta i tłumacz poezji francuskiej (zm. 1915)
- 3 sierpnia – Géza Gárdonyi, węgierski pisarz, poeta i dziennikarz (zm. 1922)
- 17 sierpnia – Gene Stratton-Porter, amerykańska pisarka i fotograf (zm. 1924)
- 23 sierpnia – Amélie Rives Troubetzkoy, amerykańska prozaiczka, poetka i dramatopisarka (zm. 1945)
- 3 września – Hans Aanrud, norweski prozaik tworzący w języku bokmål (zm. 1953)
- 27 października – Szymon An-ski, żydowski pisarz i publicysta (zm. 1920)
- 18 listopada – Richard Dehmel, niemiecki poeta, prozaik i autor dramatów (zm. 1920)
- 22 listopada – Katharine Pyle, amerykańska pisarka, poetka i ilustratorka (zm. 1938)
- 28 grudnia – Milena Mrazović, bośniacka pisarka (zm. 1927)

## Zmarli
- 10 lipca – Clement Clarke Moore, amerykański pisarz (ur. 1779)
- 17 września – Józef Korzeniowski, polski pisarz (ur. 1797)
- 20 września – Jacob Ludwig Karl Grimm, niemiecki baśniopisarz (ur. 1785)
- 13 grudnia – Friedrich Hebbel, niemiecki dramatopisarz i poeta (ur. 1813)
- 24 grudnia – William Makepeace Thackeray, brytyjski pisarz, dziennikarz i satyryk (ur. 1811)